# Masturbate-a-thon
O Masturbate-a-thon é um evento em que seus participantes se masturbam com intuito de arrecadar dinheiro para instituições de caridade e de sensibilizar as pessoas contra os tabus existentes sobre esta forma de atividade sexual. Durante os últimos seis anos, o Masturbate-a-thon arrecadou mais de 25,000 USD para iniciativas a favor da saúde feminina, prevenção do HIV, educação e organizações de tratamento, além de contribuir para debates sobre sexo seguro e sobre alternativas seguras da prática sexual O evento oferece diversos prêmios tanto para aqueles que doam grandes quantias em dinheiro, quanto para orgasmos múltiplos e resistência.